# 進研ゼミ高校講座Presents 目からウロコ!24
進研ゼミ高校講座Presents 目からウロコ!24（しんけんぜみこうこうこうざプレゼンツ　めからウロコ!トゥエンティーフォー）は、ニッポン放送で毎週金曜日の深夜24時 - 24時18分に放送されていた、高校・大学受験生向け深夜放送ラジオ番組。「進研ゼミ高校講座Presents」とあるとおり、提供スポンサーは同講座を展開しているベネッセコーポレーション。
2007年3月30日に番組が終了。

## 概要
2003年9月、前身にあたる月曜から木曜生放送の帯番組・目からウロコ!21がスタートした(21時~21時50分)。高校受験生・大学受験生リスナーが主で、有田先生版の「目からウロコ!21・24」はメールで、有田に対し、リスナーから「有田先生」と言われていた。「21」としてはいったん2004年3月で終了し、半年後の10月から「24」になり、週1・20分録音番組として復活して現在の形式となる。
兄弟番組に「知ってる?24時。」があった（パーソナリティは2005年6月放送までは上田晋也（くりぃむしちゅー）、7月放送より増田英彦（ますだおかだ）、月曜 - 木曜の深夜24時 - 25時放送の番組、2006年3月終了）。
当初は開始年翌年の2005年3月までの放送だったが放送期間の延長が決定。しかし6月3日の番組冒頭で、有田本人が「教員免許を持っていない」ということで、6月24日に番組の担当を外れることを発表した。有田は7月から「くりぃむしちゅーのオールナイトニッポン」を担当。また7月から「目からウロコ!24」は、ますだおかだの岡田圭右が担当。
2006年4月からパーソナリティの岡田が、この番組のあとに放送される「ますだおかだのオールナイトニッポン」出演のため、「知ってる?24時。」と同様に3月で番組終了かと思われていたが、この番組は続くことになった。おそらく毎日生放送であった知ってる?24時。に対し、この目からウロコ!24は録音のため、効率がいいため続くことになったと思われる。そして、ついに2007年春改編で終了、「21」時代から（半年間の中断期間はさんで）の3年半（厳密にいうと3年）の歴史に幕を閉じることになった（同時に同日には岡田が相方の増田英彦と務めている「ますだおかだのオールナイトニッポン」も終了）。同年4月からは同時間帯で、ますだおかだ（岡田と相方、増田英彦）がパーソナリティをつとめる、「ますおかちゃんねる」がスタート。

## 出演者
- 担任
  - 初代 : 2004年10月1日 - 2005年6月24日 有田先生（くりぃむしちゅー）
  - 2代目 : 2005年7月1日 - 2007年3月30日 岡田先生（ますだおかだ）
- ナレーターのお姉さん（増山さやか ニッポン放送アナウンサー）

## 毎週の番組内容

### 有田先生版の授業
ラジオ公開模擬テスト
選ばれたリスナー(主に受験生)が5問の大学受験に出題される問題を解き、賞金をゲットするというコーナー。1問正解につき、2000円獲得、全問すべて正解で10000円。この問題の前にリスナーの悩みもかるく聞いていた。
有田先生の応援カラオケ・リクエスト→有田先生の青春応援歌リクエスト!!
有田先生がリスナーが送ってきたウソの話から歌を歌っていたコーナーで、このコーナーのテイストは「くりぃむしちゅーのオールナイトニッポン」で『有田哲平の魂のリクエスト!』と題して続けられた。

### 岡田先生版の授業
学校対抗 ラジオ公開模擬テスト
こちらは有田先生の時とは違い、5問制ではなく2分中に何問答えられるかということになった。1問間違えた時点でテストは終了。2分間で10問以上正解すると賞金に加えて、「PlayStation Portable」または「ネットワークウォークマン」または「デジタルカメラ」という3つの豪華賞品の中から、それぞれにお好きなモノをプレゼントという形式になった。(2組が達成。)
小さな幸せ川柳
受験シーズンになるとラジオ公開模擬テストが一人での出場なので、余った時間でこのコーナーを放送する。苦しい受験勉強の中で、励みになるのが、日常生活の中で見つける「小さな幸せ」。そんな、身のまわりで見つけた「小さな幸せ」を、5・7・5の川柳にするコーナー。読まれると図書カード3000円と羊のふわふわアイピローがプレゼントされる。

## 番組イベント
- 目からウロコ24主催!! イマジンスタジオ模擬テスト(2005年3月13日日曜日開催) - ※注：有田先生は欠席
- 目からウロコ24!!　第1回学校対抗模擬テスト公開録音(2005年9月11日日曜日開催) - ※注：岡田先生も参加